# Tiro alto (moda)

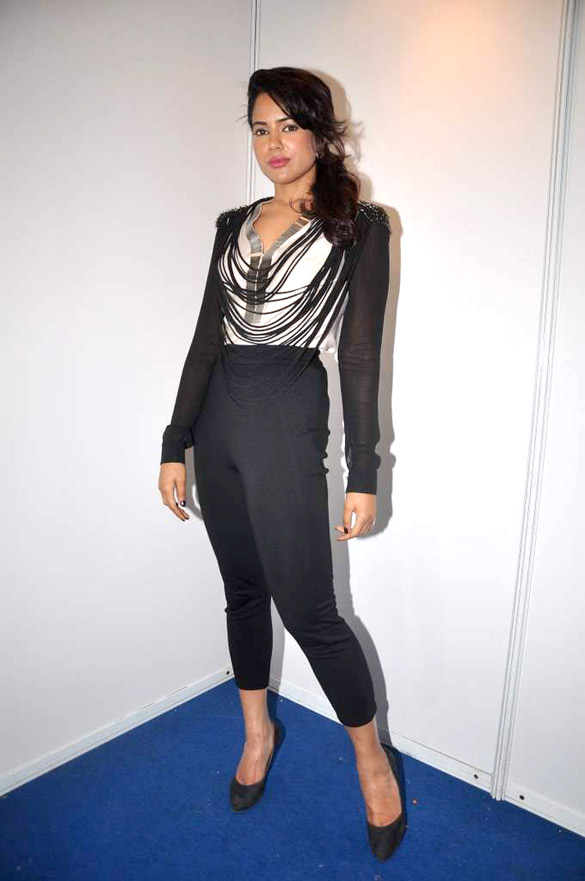
La actriz hindú Sameera Reddy usando pantalones de tiro alto

Una prenda de tiro alto o de cintura alta es una prenda diseñada para estar en lo alto o por encima de las caderas del portador, generalmente al menos 8 centímetros más alto que el ombligo. En las culturas occidentales, los jeans de tiro alto eran especialmente comunes en la década de 1970, en competencia con los pantalones de tiro bajo.

## Moda occidental
En la cultura occidental, los pantalones de tiro alto tienden a tener cremalleras largas, de entre 17 y 25 centímetros de largo, y dejan el ombligo completamente cubierto. Los pantalones de tiro alto tienen tiros generalmente de 25 centímetros de largo o más.
En la ropa masculina europea, los pantalones estaban a la altura del ombligo hasta la década de 1950, y eran sostenidos por un par de tirantes. Durante la década de 1940, los Zoot suites tenían pantalones con una cintura tan alta que a menudo llegaba al pecho.
Los pantalones pitillo y los pantalones de campana con cinturas más bajas fueron una declaración de contracultura entre los mods y los hippies respectivamente a finales de los años 1960 y principios de los años 1970, en contraste con los jeans vaqueros Levi's de cintura en su sitio que los adolescentes habían usado anteriormente. Sin embargo, a fines de la década de 1970, hubo una reacción violenta contra las modas disco y hippie, y los miembros de la Generación X volvieron a optar por los pantalones de tiro más alto. Estos jeans con lavado a la piedra y pernera recta siguieron siendo populares a lo largo de los años 1980 y 1990, hasta que la moda hip hop se generalizó, haciendo que los adolescentes usaran frecuentemente pantalones anchos.
Durante mediados y finales de la década de 2010, los pantalones de tiro alto experimentaron un renacimiento entre las mujeres más jóvenes, en reacción a los jeans ajustados de tiro bajo que fueron populares durante la década anterior. Las celebridades femeninas que fueron vistas con ropa de tiro alto incluyen a Lady Gaga, Rihanna, Pixie Lott, Kim Kardashian y Selena Gomez.
Durante las décadas de 2000 y 2010 en Estados Unidos, las celebridades masculinas que usaban jeans de tiro alto, como el presidente Barack Obama, Simon Cowell y el presentador de Top Gear Jeremy Clarkson, fueron ridiculizados por la prensa.

## Cultura hindú
En la antigua India, algunos filósofos se oponían a los saris que exponen el abdomen. Lo consideraban un símbolo de adulterio.
Los escritores del Dharmasastra declararon que las mujeres deberían vestirse de modo que el ombligo no se hiciera visible. Aún hoy, algunas oficinas corporativas en la India tienen estrictos códigos de vestimenta para las mujeres, que requieren que se usen saris de gran altura para evitar la exposición del ombligo.